# Vụ rơi máy bay Không quân Myanmar Shaanxi Y-8 2017
Vụ rơi máy bay Shaanxi Y-8 của Không quân Myanmar là một tan nạn rơi máy bay xảy ra ngày 6/6/2017.
Có 122 người trên tàu bay. Các mảnh vỡ từ chiếc máy bay đã được báo cáo đã được tìm thấy 118 hải lý (218 km) ngoài khơi Dawei bởi một tàu Hải quân Myanmar.
Chiếc máy bay bị nạn là là Shaanxi Y-8F-200 của Không quân Myanmar, số hiệu 5820.. Nó đã được giao vào tháng 3 năm 2016 và đã bay 806 giờ tại thời điểm nó biến mất. 

## Tai nạn
Máy bay trên một chuyến bay từ Myeik đến Yangon. Chuyến bay chở 14 phi hành đoàn và 108 hành khách, bao gồm 15 trẻ em, 35 nhân viên quân sự và 58 người lớn thường dân. Vào lúc 13:35 giờ địa phương (07:05 UTC), thông tin liên lạc với máy bay đã bị mất khi máy bay bay cách thành phố Dawei 20 hải lí (37 km)(13°48′B 98°02′Đ / 13,8°B 98,033°Đ) về phía tây.. Hoạt động tìm kiếm và cứu hộ đã được triển khai ở biển Andaman. Một phát ngôn viên cho biết thời tiết không phải là một yếu tố gây ra sự cố rơi máy bay.

### Tìm kiếm cứu nạn
Sáu chiếc tàu thủy Hải quân Myanmar, ba máy bay quân sự và máy bay trực thăng quân sự đã được điều đến hiện trường để trợ giúp công tác tìm kiếm cứu nạn. Người ta đã báo cáo Hải quân Myanmar tìm thấy các mảnh vỡ từ chiếc máy bay 118 hải lý (218 km) ngoài khơi Dawei.